# Nikolaï Sokolov (compositeur)
Pour les articles homonymes, voir Nikolaï Sokolov.
Nikolay Alexandrovich Sokolov (en russe : Никола́й Алекса́ндрович Соколо́в ; 14 mars 1859 (26 mars 1859 dans le calendrier grégorien) – 27 mars 1922) est un compositeur russe, membre du cercle qui s'est développé autour de l'éditeur Mitrofan Belaïev.

## Biographie
Sokolov est né à Saint Petersburg en 1859. Il est étudiant de Nikolaï Rimski-Korsakov, et enseigne ensuite au Conservatoire de Saint-Pétersbourg la composition à Alexandre Tcherepnine, Dmitri Chostakovitch et Iouri Chaporine.
Chostakovich lui a dédié de manière posthume son Thème et variations en si-bémol majeur pour orchestre, op. 3,.
Les œuvres publiées de Sokolov comprennent plusieurs projets en collaboration avec le « cercle de Belyayev », notamment l'ensemble des pièces de caractère pour quatuor à cordes connu comme « Les Vendredis » ainsi qu'une série de variations pour piano et orchestre sur un thème russe.
Parmi les autres œuvres figurent le Quintette, op. 3, arrangé également pour orchestre à cordes sous forme de sérénade ; le chœur final du Don Juan d'Alexis Konstantinovitch Tolstoï, op. 5 ; des pièces pour chœur de femmes, op. 12 (publiées en 1892) ; des variations pour piano, op. 25 ; des Variations sur un thème populaire russe pour quatuor à cordes (publié en 1899). Il y a aussi trois quatuors à cordes et un trio à cordes en ré mineur, op. 45 (publié en 1916). Toutes ces œuvres publiées par l'entreprise de Belyayev.
Il est possible que, lorsque Sergei Diaghilev a cherché un compositeur pour son ballet de L'Oiseau de feu, Sokolov ait été pressenti avant qu'Igor Stravinsky ne soit finalement choisi,
Il est mort à Petrograd en 1922, âgé de 63 ans.

## Œuvres (sélection)

### Musique pour orchestre
- Élégie, pour orchestre (pub. 1888)[6]
- Quatre pièces pour cordes, op. 18[7]
- Seconde Sérénade pour cordes, op. 23[8],[9]
- Caressante polka, pour orchestre à cordes, op. 38[10].
- Divertissement, op. 42[9],[11]
- Musique pour Le Conte d'hiver de Shakespeare, pour orchestre, op. 44[12]
- Ballet, « Les Cygnes Sauvages », op. 40 - Suite pour orchestre - Belaieff 1902 pl.#2353-2355

### Quatuors à cordes
- No. 1 en fa majeur, op. 7[9],[13]
- No. 2 en la majeur, op. 14[9],[14]
- No. 3 en ré mineur, op. 20[9],[15]

### Autres musique de chambre, et musique pour piano.
- Élégie, pour violon et accompagnement de piano, op. 17[16]
- Variations pour piano, op. 25[17]
- Trio à cordes en ré mineur, op. 45[9],[18]
- Romance pour violoncelle et piano, op. 19[9]

### Musique vocale
- Quatre lieder extrait de l'op. 1[19]
- Three-part chorus « Printemps »[20]
- Automne pour chœur de femmes et piano[9]
- Quatre romances sur des poèmes d'Apollon Korinfsky, avec piano, op. 24 (pub. 1895)[21]
- Chœur pour voix d'hommes, op. 6[9]
- Chœur pour voix d'hommes, op. 15[9]

## Écrits
- Prakticheskoe rukovodstvo k izucheniiu akkordov, vkhodiashchikh v kurs II-go klassa solfedzhio Petrogradskoi konservatorii. 1897, reprinted 1916. Izd. M.P. Bieliaeva. (18 pages[22])
- Imitatsii na cantus firmus; posobie pri izuchenii kontrapunkta strogogo stilia. Leningrad: Izd. Gosudarstvennoi konservatorii. 1928. (62 pages, dont pages 23–62 en partition.)